# Beyblade
Beyblade (ベイブレード Beibureido) és un tipus de baldufa desenvolupat i fabricat per Takara que comença el 1999.
La introducció de la joguina en Japó va correspondre amb la difusió d'una sèrie de la televisió de l'anime del mateix nom. En 2002, Hasbro va començar a vendre les joguines de Beyblade internacionalment (sota llicència de Takara) juntament amb els països coordinats pel començament de la sèrie de TV. La línia de joguines de Beyblade va passar a ser una de les línies més populars de joguines del món a partir de 2000-2005 i en 2005 100 milions d'unitats havien estat venudes en tot el món. Aquesta joguina és popular a Amèrica, Àsia i Europa.

En les regles bàsiques del joc, es competeix normalment per dos jugadors (Encara que també solen participar en grups). Cadascun llança el seu Beyblade sobre un plat de forma còncava (regularment és la forma), i l'objectiu per a guanyar el joc és derrocar al rival (la baldufa contrària) fora d'aquest espai que es competeix.